# Trận Formigny
Trận Formigny diễn ra vào ngày 15 tháng 4 năm 1450, là một trận đánh lớn trong Chiến tranh Trăm năm giữa Anh và Pháp. Một chiến thắng quyết định giúp Pháp tiêu diệt lực lượng quan trọng cuối cùng của Anh ở Normandy, mở đường cho việc chiếm giữ các thành trì còn lại của họ.
Mặc dù tác động của nó đến kết quả còn gây tranh cãi, Formigny được cho là trận giao tranh lớn đầu tiên pháo binh có mặt trên chiến trường, mà trước đó chỉ được sử dụng giới hạn trong các cuộc vây hãm.